# 靴べら

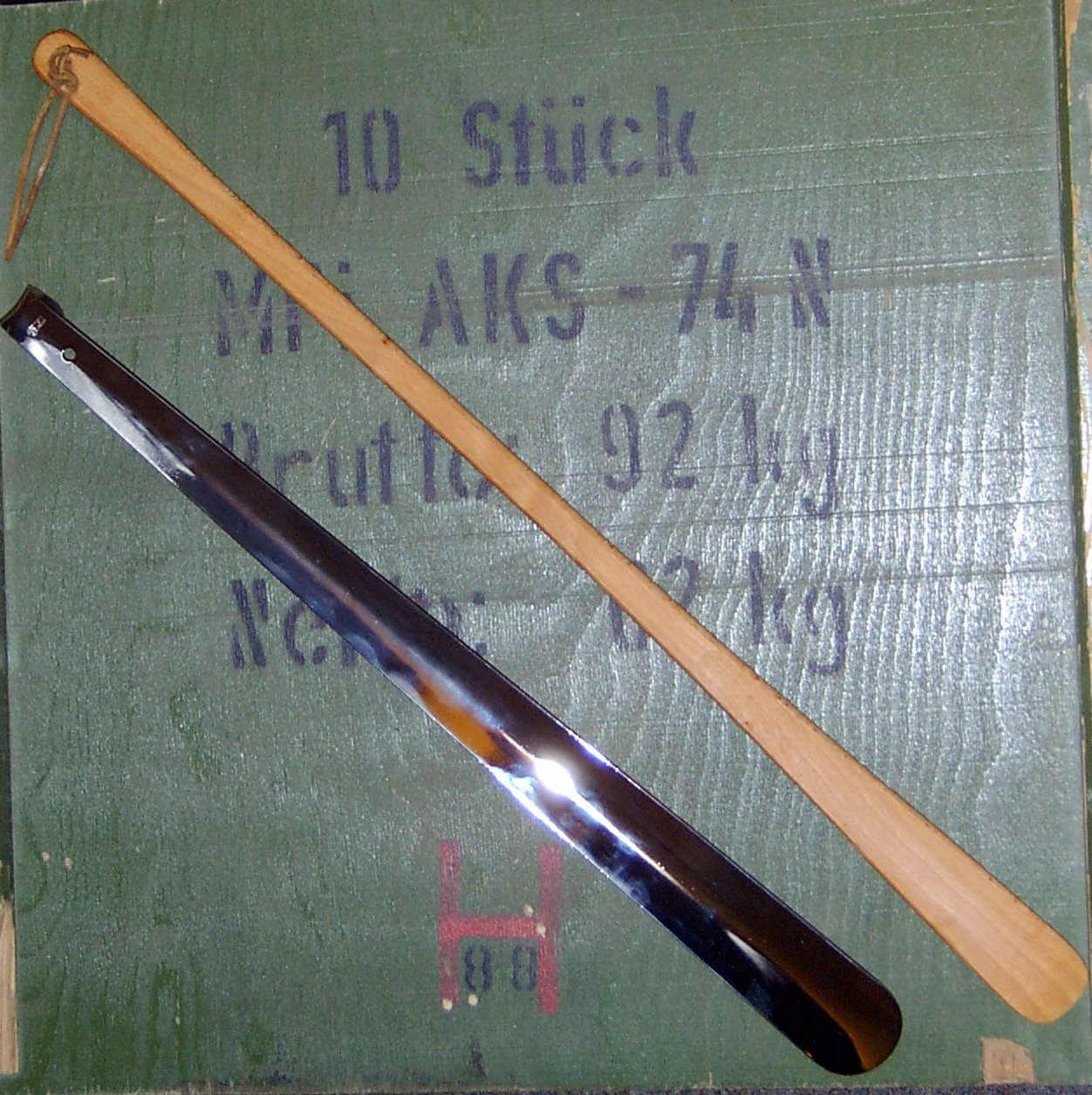
プラスチックや木製の靴べら

靴べら（くつべら、靴箆）とは、靴を履くために使用される、へらである。関西地区では「靴すべり」とも呼ばれる。靴を履く時にかかとに当てて、靴に足を入りやすくするために用いられる。その素材も形状も大きさも様々だが、その使用法から、表面は滑らかに仕上げられ、厚さは薄めに作られており、ヒトのかかとの横幅よりも幅は狭く作られている。

## 靴の種類と靴べら
靴べらは基本的にかかとを押し込む必要のある形状の靴を履く時に用いるものであって、すべての靴に用いられるわけではない。あえて靴べらを使用しない場合もあり、使用するか否かは靴の形状だけで決まるわけでもない。また、靴の素材にも関係する。
- 靴べらがしばしば使用される靴

  - 革靴 - 靴の伸縮性が乏しいので、靴べらがあると便利。

## 日本での扱い
日本では玄関で靴を脱ぐ習慣があるので、多くの場合、靴べらは玄関にある。靴べらが普及したのは、洋靴が入ってきてからである。入館する際に靴を脱ぐ必要のある施設などでは、靴を履く場所に用意されていることがしばしばある。